# 아사카단
아사카단(일본어: 安積団 아사카단[*])은 815년부터 10세기까지 일본 무츠국에 배치된 군단이다. 정확한 위치는 알 수 없지만 아사카군에 배치되었을 것으로 추정된다.
815년(고닌 6년) 8월에 무츠국에 4개 군단을 늘리면서 아사카단이 설치되었다. 이후 무츠국에는 6개 단 6,000 명이 6교대제로 상시 1,000 명 병력을 주둔하게 되었다. 아사카단은 시라카와단, 나메카타단과 함께 상시 500명씩을 내어 다가성의 국부에 주둔시킨 것으로 보인다. 이 때 각 단의 표준 정원은 1,000 명이었다. 이후 이와키단이 추가되면서 7개 단 7,000 명이 되었고, 843년(조와 10년)에 1,000 명을 증원했다. 그 이후 병력은 알 수 없지만 계속 다가성을 수비했다.
연대는 불명하지만, 아사카단 아이즈군의 병사들이 교대근무를 마치고 타마사키관을 통해서 아이즈로 귀향한 것이 보고된 목간이 발견되어 있다. 정확히는 보고서 작성을 위해 습서되었고, 다가성에서 서면폐기된 것 같다. 이것은 부병제 군제였던 고대 일본 군단병의 교대근무가 실제로 있었음을 보여주는 사료이며, 나카도리의 아사카단에 아이즈 출신 병사들이 속해 있던 것도 알 수 있다. 그래서 다른 군단들의 배치까지 고려해 보면 아사카군, 노부오군, 아이즈군 3군의 백성들로 아사카단을 편성했음을 짐작할 수 있다.
10세기 연희식에도 무츠국에 7개 단을 배치할 것이 규정되어 있으며, 군단 구성은 변하지 않았으리라 생각된다. 11세기에 폐하였다.